# Aslı Özge
Aslı Özge (Istanbul, 1 de gener de 1975) és una directora de cinema, productora i guionista turca que va saltar a la fama en 2009 amb la seva òpera prima Köprüdekiler.

## Biografia
Després de llicenciar-se en Comunicació en la Universitat d'Istanbul en 1995, Özge va començar els seus estudis en la Facultat de Belles Arts de la Universitat del Màrmara, a Istanbul, i es va graduar en 1999. Després de la seva graduació, va estrenar el curtmetratge Büyük Harf C (Capital C), que va guanyar la categoria de millor pel·lícula en el 22è Concurs Nacional de Documentals i Cinema de la İstanbul Fotoğraf ve Sinema Amatörleri Derneği - İFSAK. El 2003, el seu primer llargmetratge, Ein bisschen April, una producció germano-turca encarregada per la ZDF, es va emetre en 3sat. El seu següent projecte, el documental Hesperos'un Çömezleri, va rebre una nominació en la categoria de Millor Documental en el Festival Internacional de Cinema d'Antalya el 2005. En 2009, es va estrenar el seu multipremiat llargmetratge Köprüdekileri en 2020, va dirigir sis episodis de la primera temporada de la sèrie de televisió alemanya Dunkelstadt.
Des de l'any 2000, Özge ha establert la seva residència entre Berlín i Istanbul.

## Filmografia
- 2000: Büyük Harf C (Capital C)
- 2003: Ein bisschen April
- 2005: Hesperos’un Çömezleri
- 2009: Köprüdekiler (Men on the Bridge)
- 2013: Hayatboyu (Lifelong)
- 2016: Auf Einmal
- 2016: Ansızın (només guionista i productora)
- 2020: Dunkelstadt (sèrie de televisió)
- 2023: Black box
- 2024: Faruk

## Premis i reconeixements
2009
- Nominada al Premi Leopard Club al Festival Internacional de Cinema de Locarno per Köprüdekiler (Men on the Bridge).
- Guanyadora de la Tulipa d'Or al Festival Internacional de Cinema d'Istanbul en la categoria de Millor Pel·lícula Nacional per Köprüdekiler (Men on the Bridge)

2013
- Nominada al Golden Hugo Award en el Festival Internacional de Cinema de Chicago en la categoria Millor Llargmetratge per Hayatboyu (Lifelong)
- Guanyadora de la Tulipa d'Or en el Festival de Cinema d'Istanbul en la categoria de Millor Director per Hayatboyu (Lifelong)

2016
- Guanyadora del Festival Internacional de Cinema de Berlín en la categoria de Cinema Europeu - Esment especial per a Aslı Özge i Zrinko Ogresta per Auf Einmal
- Guanyadora del premi FIPRESCI en el Festival de Cinema d'Istanbul en la categoria Internacional per Auf Einmal
- Nominació al Premi Audentia en el Festival de Cinema d'Istanbul en la categoria Internacional per Auf Einmal

2024
- Palmera d'Or i premi al millor guió a la XXXIX edició de la Mostra de València[6]